# H.L. Hunley (ubåt)

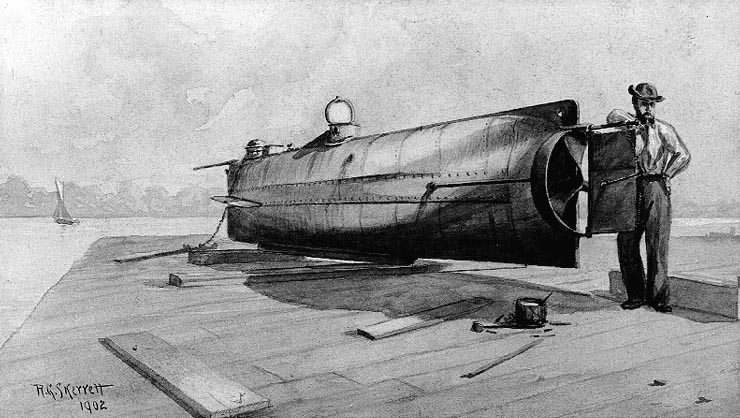
Akvarell visande farkosten på kajen. Den är målad 1902 så konstnären kan inte ha haft tillgång till "äkta vara" som modell.

H.L. Hunley var en av världens första veterligen fungerande ubåtar och den första ubåt som sänkt ett annat fartyg i krigshandling.
Hon var konstruerad av Baxter Watson och James McClintock, med stöd av affärsmannen Horace Lawson Hunley, som "hemligt vapen" till konfederationen (Sydstaterna) i Amerikanska inbördeskriget. De hade gjort en tidigare konstruktion, Pioneer, men den sjönk, och tog med sig besättningen i djupet. Själv omkom Hunley under en provtur med H.L. Hunley, liksom också den besättning som var med. Han hade givit den namn efter sig själv, då han efter det första misslyckandet hade varit tvungen att ensam satsa sina egna tillgångar i projektet. Ubåten bärgades emellertid igen, och man gick vidare med uppdraget.

## Konstruktion
H. L. Hunley var cirka 12 m lång och skrovet mätte 1,2 m x 0,95 m i genomskärning. Baserat på skisser trodde man först att den var gjord av en ombyggd ångpanna, men då den bärgades år 2000 fann man att den var byggd enbart för ändamålet. I vardera änden satt barlasttankar som kunde fyllas inifrån båten genom att öppna en ventil, och tömmas igen då man ville till ytan genom att pumpa ut vattnet. På översidan fanns två små torn, försedda med små fönster som befälhavaren kunde titta ut genom och därvid navigera farkosten. Ovanpå dessa torn fanns tättslutande luckor med ca 35-40 cm diameter, farkostens enda in- och utgångar. Genom hela båten gick en vevaxel som de åtta besättningsmännen vevade runt för hand och därgenom drev den propeller som drev farkosten framåt. Vid manöverorganen fanns en ställning för ett stearinljus - tärande på det knappa luftförrådet - som farkostens enda inre belysning.

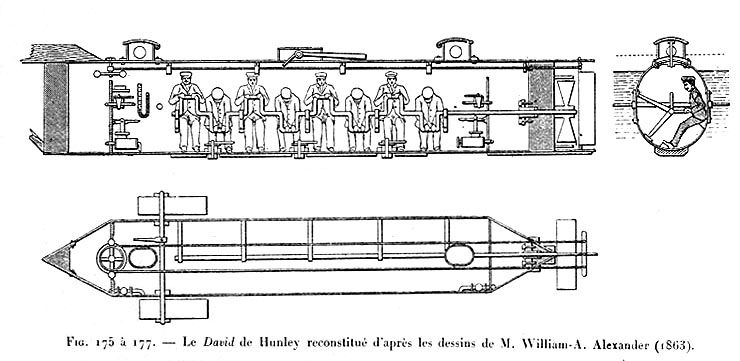
Ritning på H.L. Hunley från 1863.

## Anfallet
Det var i ett ganska sent stadium av kriget, och Charleston var belägrat. Utanför hamnen låg flera fartyg ur Nordstaternas flotta och blockerade hamnen och besköt staden. Efter en del resultatlösa räder under hösten kröp i skymningen 17 februari 1864 åtta marinsoldater (alla frivilliga) in i det klaustrofobiska utrymmet i buken på H.L. Hunley, och löjtnant George Dixon (i det civila maskinist på ett ångfartyg) satte sig vid styranordningen och lade ut. Framtill var anbringad en lång stör, med en  krutladdning i änden. De lyckades i undervattensläge ta sig ut på redden och närmade sig USS Housatonic. För att kunna rikta in sig för anfall behövde Dixon stiga såpass att observationstornet stack upp, varvid vakthavande officeren, John Crosby fick syn på den. Med handeldvapen försökte man mota ubåten, men klockan 20:47 träffade laddningen fartygssidan och detonerade. Housatonic sjönk tämligen omgående, och har därmed den något tvivelaktiga äran att vara det första fartyg i historien som blivit sänkt vid en ubåtsattack. H.L. Hunley återvände aldrig till stranden, hon sjönk med alle man på sin första framgångsrika aktion.
Blockadflottans befälhavare, amiral John A. Dahlgren lär ha sagt "Tillfångatagna ubåtsbesättningar borde hängas, för att ha använt en krigsmaskin ovärdig civiliserade nationer!".

## Epilog
I maj 1995 hittade några entusiastiska vrakletare under ledning av författaren Clive Cussler vraket av H.L. Hunley inbäddat i dy bara drygt 300 m från sin antagonist. Hon var helt intakt, och i augusti år 2000 lyftes hon försiktigt i en specialgjord vagga av fackverk efter flera år av noggranna förberedelser. I åratal har forskare undersökt varje detalj av skrovet, utan att med säkerhet kunna fastställa varför hon sjönk. Ett antal intressanta artefakter har dock hittats, bland annat en del mynt och ett fickur. Hela besättningen fanns troget kvar på sina platser, och det skulle kunna tyda på att syret tog slut, men hon hade tidigare fullföljt lika långa färder i undervattensläge. Manskapets kvarlevor fick efter noggranna undersökningar en värdig begravning med alla militära hedersbetygelser i april 2004.